# Campi di urne del basso-Reno

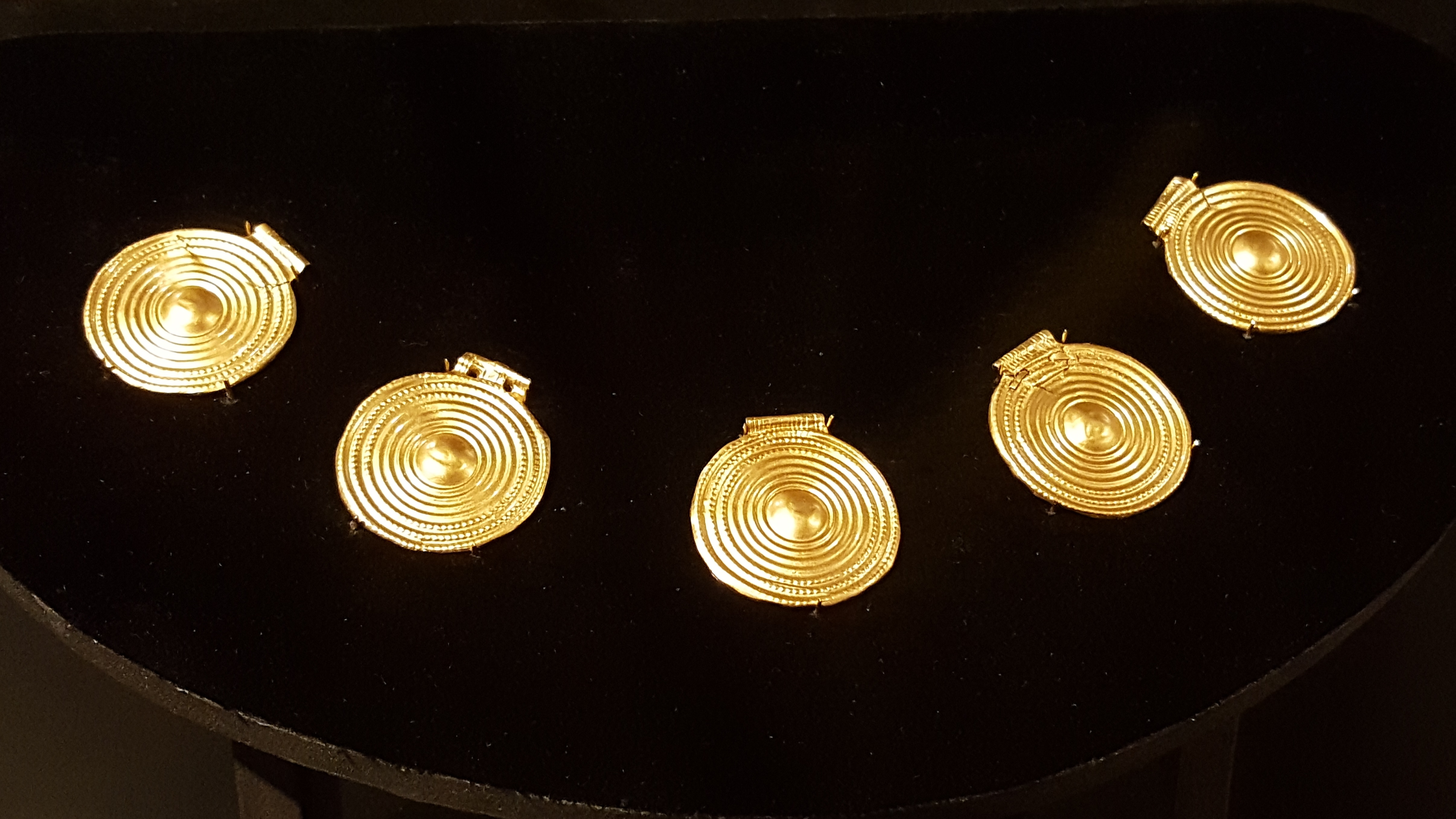
Dischi in oro per collana dal Belgio

I campi di urne del basso-Reno facevano parte della più ampia cultura dei campi di urne della media e tarda età del bronzo. Occupavano le attuali aree della Renania Settentrionale-Vestfalia, Belgio e Paesi Bassi. Come nelle altre zone dove era diffusa la cultura dei campi di urne, la pratica funeraria prevedeva la cremazione del defunto e la deposizione delle ceneri in urne cinerarie. 
I campi di urne in questa regione sono più recenti rispetto al nucleo più antico dell'Europa danubiana, ciò è stato spiegato da alcuni studiosi come il risultato di una migrazione proveniente dal centro Europa che portò queste innovazioni culturali tra cui, oltre il rito dell'incinerazione: nuovi stili ceramici, la larga diffusione del bronzo e nuovi sistemi di coltivazione (Campo celtico).